# Путивльский район
Пути́вльский район (укр. Путивльський район) — упразднённое административно-территориальное образование в Сумской области Украины.

## Географическое положение
Путивльский район расположен в центре Сумской области Украины.
Граничит
на севере — с Глуховским,
на северо-западе — с Кролевецким,
на западе — с Конотопским,
на юге — с Бурынским,
на юго-востоке — с Белопольским районами Сумской области,
на востоке — с Глушковским,
и на северо-востоке — с Рыльским районами Курской области России.
Через район протекают реки Сейм, Клевень, Эсмань, Берюшка, Рудка, Ольшанка, Ржавка, Кубёр, Звань, Горн, Молчь, Любка.

## История
16 октября 1925 года Путивль был передан из состава Российской Советской Федеративной Социалистической Республики в состав Украинской Советской Социалистической Республики.
В 1920—1930-х годах Путивльский район был автономным русским национальным районом в составе Украинской ССР.
С 15 октября 1932 года[уточнить] вошёл в новообразованную Черниговскую область в составе Украинской Советской Социалистической Республики.
10 января 1939 года Указом Президиума Верховного совета СССР район был из состава Черниговской области передан в новообразованную Сумскую область.
11 марта 1959 года к Путивльскому району была присоединена часть территории упразднённого Шалыгинского района.
17 июля 2020 года в результате административно-территориальной реформы Путивльский район был упразднён, а его территория вошла в состав Конотопского района.

## Население
Население Путивльского района сокращается в течение последних десятилетий: 45 400 человек (1979), 40 200 по переписи 1989 года, 34 400 — по переписи 2001 года, в том числе городское — 17 274 человека, сельское — 17 127 человек.
Основное население района — русские и украинцы. В 1920—1930-х годах Путивльский район был автономным русским национальным районом в составе УССР
.
Русские составляют 51,6 % всего населения согласно данным переписи 2001 года. В быту говорят на путивльском диалекте курско-орловской группы говоров южнорусского наречия.

## Административное устройство
Район включает в себя:
| - Городских советов: 1 - Сельских советов: 23 | - Городов: 1 - Посёлков: 3 - Сёл: 89 |

### Местные советы[11]
| - Путивльский городской совет - Бобинский сельский совет - Бояро-Лежачевский сельский совет - Бунякинский сельский совет - Веселовский сельский совет - Волокитинский сельский совет - Вязенский сельский совет - Зиновский сельский совет - Казаченский сельский совет - Сафоновский сельский совет - Линовский сельский совет - Мазевский сельский совет | - Мануховский сельский совет - Мачулищанский сельский совет - Князевский сельский совет - Новослободский сельский совет - Октябрьский сельский совет - Ревякинский сельский совет - Рудневский сельский совет - Стрельниковский сельский совет - Червоноозерский сельский совет - Чернобровкинский сельский совет - Юрьевский сельский совет - Яцынский сельский совет |

### Населённые пункты[12]
| с. Белогалица с. Бобино с. Бояро-Лежачи с. Бруски с. Бунякино с. Бывалино с. Вегеровка с. Веселое с. Волокитино с. Волынцево пос. Волынцевское с. Вороновка с. Вощинино с. Вязенка с. Вятка с. Голубково с. Горки с. Дорошовка с. Жары с. Зиново с. Зозулино с. Ивановка с. Ивановское с. Ильинское | с. Кагань с. Казачье с. Кардаши с. Князевка с. Козловка с. Корольки с. Котовка с. Кочерги с. Красное с. Кружок с. Кубарево с. Курдюмово с. Латышовка с. Линово с. Мазевка с. Малушино с. Мануховка с. Мачулища с. Минаково с. Мишутино с. Новая Слобода с. Новая Шарповка пос. Новослободское с. Новые Гончары | с. Окоп с. Октябрьское с. Ореховка пос. Партизанское с. Пересыпки с. Пешково с. Пищиково с. Плаховка с. Плотниково с. Почепцы с. Пруды г. Путивль с. Ревякино с. Ровное с. Ротовка с. Роща с. Руднево с. Сафоновка с. Сахарово с. Свобода с. Селезневка с. Семейкино с. Скуносово с. Солнцево | с. Соловьево с. Спадщина с. Старая Шарповка с. Старые Гончары с. Стрельники с. Суворово с. Сыромятниково с. Толчениково с. Трудовое с. Уцково с. Харевка с. Ховзовка с. Чаплищи с. Червоное Озеро с. Чернобровкино с. Ширяево с. Шулешовка с. Щекино с. Щербиновка с. Юрьево с. Яцыно |

#### Ликвидированные населённые пункты[13]
| с. Алябьево с. Нове Життя | с. Первомайское с. Плаксино | с. Понизовка |

## Достопримечательности
Основные достопримечательности района — женский Рождества Пресвятой Богородицы Молчанский монастырь (построен в 1575—1585 годах, самый древний памятник архитектуры в Путивле) и Софрониевский монастырь (Софрониевско-Молчанская Рождества Пресвятой Богородицы Печерская пустынь в селе Новая Слобода). Сохранилось также городище летописного города Путивль, в этом городе также организован Государственный историко-культурный заповедник.

## Культура
- Район-побратим Путивльского района — Глушковский район Курской области России[16].

## Персоналии
- Рыбальченко, Филипп Трофимович — генерал-майор, член ВКП(б), родился в 1898 году в селе Скуносово Путивльского района. Расстрелян 25 августа 1950 года.